# 화승알앤에이
화승알앤에이(Hwaseung R&A Co. Ltd.)는 화승그룹 계열의 대한민국의 자동차 부품 기업이다. 화승그룹의 계열사이며 본사는 경상남도 양산시 충렬로 61에 위치해 있으며 대표이사는 김형진이다. 2021년 인적분할을 통해 화승코퍼레이션과 새로운 화승알앤에이로 나누어서 현재의 지배구조를 갖췄다.

## 같이 보기
- 화승그룹
- 화승코퍼레이션

## 참고문헌
1. ↑  고성민, 화승알앤에이, 소음·먼지 막는 고무 BMW·GM에도 납품, 조선일보, 2024.03.07.
2. ↑  화승그룹, 공급 확대·원가 절감에 웃었다, 딜사이트, 2023년 11월 13일
3. ↑  이한재, 화승코퍼레이션 자회사 합병에 주가 상한가, 화승알앤에이도 20% 뛰어, 비즈니스포스트, 2022년 6월 29일